# Aserbaidschan beim Junior Eurovision Song Contest
Teilnehmende Rundfunkanstalt

Erste Teilnahme
2012
Bisher letzte Teilnahme
2021
Anzahl der Teilnahmen
5 (Stand 2025)
Höchste Platzierung
5 (2021)
Höchste Punktzahl
151 (2021)
Niedrigste Punktzahl
47 (2018)
Punkteschnitt (seit erstem Beitrag)
54 (Stand 2020)
Punkteschnitt pro abstimmendem Land im 12-Punkte-System
3,71 (Stand 2013)
Dieser Artikel befasst sich mit der Geschichte Aserbaidschans als Teilnehmer am Junior Eurovision Song Contest.

## Vorentscheide
Bisher wurde jeder Beitrag intern gewählt; 2012 wurden die Teilnehmer gecastet. Für 2013 wurde dieses System auch angewandt.

## Teilnahme am Wettbewerb
Die nationale Rundfunkanstalt İctimai ist Mitglied der Europäischen Rundfunkunion und auch wenn das Land geographisch zu Asien gehört nehmen Sänger und Gruppen aus Aserbaidschan teil. Der Erfolg beim Erwachsenenwettbewerb kann bisher nicht auf den JESC übertragen werden: Trotz großer Hoffnungen erreichte man 2012 nur den vorletzten Platz und wurde 2013 nur Siebter. Aserbaidschan nahm zwischen 2014 und 2017 nicht teil, kehrte 2018 allerdings für ein Jahr zum JESC zurück. Dort belegte man mit Platz 16 von 20 nur einen Platz in der unteren Hälfte. Nachdem man sich 2019 und 2020 erneut vom Wettbewerb zurückgezogen hatte, nahm man 2021 wieder teil. Dort erreichte man mit Platz 5 das bislang beste Ergebnis für Aserbaidschan beim JESC und einen neuen Punkterekord. Danach zog sich das Land allerdings wieder für drei Jahre vom Wettbewerb zurück. Im August 2025 bestätigte der Sender, dass Aserbaidschan 2025 wieder zum JESC zurückkehrt.

## Liste der Beiträge
| Jahr      | Interpret                | Titel (Musik / Text) | Sprache                     | Übersetzung                              | Platz Teilnehmer (gesamt) | Punkte                   |
| --------- | ------------------------ | --- | --------------------------- | ---------------------------------------- | ------------------------- | ------------------------ |
| 2012      | Omar & Suada             | Girls and Boys (Dünya Sənindir) (Jessica Appla, Simon Ellis, Zahra Badalbeyli)                                                                                                   | Aserbaidschanisch, Englisch | Mädchen und Jungs (Die Welt gehört euch) | 11 / 12                   | 49                       |
| 2013      | Rustam Karimow           | Me And My Guitar (Dmitry Saratsky, Murad Arif) | Aserbaidschanisch, Englisch | Ich und meine Gitarre                    | 7 / 12                    | 66                       |
| 2014–2017 | Auf Teilnahme verzichtet | Auf Teilnahme verzichtet | Auf Teilnahme verzichtet    | Auf Teilnahme verzichtet                 | Auf Teilnahme verzichtet  | Auf Teilnahme verzichtet |
| 2018      | Fidan Hüseynowa          | I Wanna Be Like You (Ayten Ismikhanova, Elvira Michieva / Isa Melikov, Fidan Huseynova)                                                                                          | Englisch, Aserbaidschanisch | Ich will wie du sein                     | 16 / 20                   | 47                       |
| 2019–2020 | Auf Teilnahme verzichtet | Auf Teilnahme verzichtet | Auf Teilnahme verzichtet    | Auf Teilnahme verzichtet                 | Auf Teilnahme verzichtet  | Auf Teilnahme verzichtet |
| 2021      | Sona Azizova             | One Of Those Days (Maria Broberg, Fanrcisco Faria, Martin Wiik, Hampus Eurenius; Maria Broberg, Fanrcisco Faria, Martin Wiik, Hampus Eurenius, Javid Shahbazbayov, Sona Azizova) | Aserbaidschanisch, Englisch | Einer dieser Tage                        | 5 / 19                    | 151                      |
| 2022      | Auf Teilnahme verzichtet | Auf Teilnahme verzichtet | Auf Teilnahme verzichtet    | Auf Teilnahme verzichtet                 | Auf Teilnahme verzichtet  | Auf Teilnahme verzichtet |

## Punktevergabe
Folgende Länder erhielten die meisten Punkte von oder vergaben die meisten Punkte an Aserbaidschan:
| Die meisten vergebenen Punkte | Die meisten vergebenen Punkte | Die meisten vergebenen Punkte |
| Platz                         | Land                          | Punkte                        |
| ----------------------------- | ----------------------------- | ----------------------------- |
| 1                             | Russland                      | 26                            |
| 2                             | Belarus                       | 23                            |
| 3                             | Georgien                      | 18                            |
| 4                             | Ukraine                       | 17                            |
| 5                             | Albanien                      | 13                            |

| Die meisten erhaltenen Punkte | Die meisten erhaltenen Punkte | Die meisten erhaltenen Punkte |
| Platz                         | Land                          | Punkte                        |
| ----------------------------- | ----------------------------- | ----------------------------- |
| 1                             | Georgien                      | 18                            |
| 2                             | Albanien                      | 16                            |
| 3                             | Ukraine                       | 15                            |
| 4                             | Russland                      | 10                            |
| 4                             | Schweden                      | 10                            |

Stand: 2018